# Данијел Агер
Данијел Мунте Агер (дан. Daniel Munthe Agger; Видовре, 12. децембар 1984) је бивши дански фудбалер. Играо је на позицији штопера.

## Каријера
Агер је фудбал почео да тренира у екипи Розенхеја. Са 12 година је прешао у Брондби. У јулу 2004. је прекомандован из омладинског у први тим. Тамо се веома брзо изборио за место у првом тиму. Брондби је освојио Суперлигу 2004/05. а Агер је проглашен открићем сезоне.
Са Ливерпулом је потписао уговор на четири и по године, 12. јануара 2006. Обештећење за њега је износило 5,8 милиона фунти. То је био највећи трансфер неког играча из данске лиге. Агер је постао и најскупље плаћени одбрамбени фудбалер Ливерпула.
У својој првој полусезони у Ливерпулу, због честих повреда, одиграо је свега четири утакмице. На почетку сезоне 2006/07. изборио се за место у тиму. Одиграо је тада читаво финале Комјунити шилда у којем је Ливерпул славио, а њему је то био први трофеј освојен са Ливерпулом. Свој први гол у Премијер лиги је постигао 26. августа 2006. у победи од 2-1 над Вест Хем јунајтедом.
У мају 2009. продужио је уговор за још пет сезона, којим би у Ливерпулу требало да остане до 2014. 

## Репрезентација
- За репрезентацију Данске до 20 година, одиграо је десет утакмица и постигао један погодак, (2003–2004);
- За младу фудбалску репрезентацију Данске је одиграо десет утакмица и постигао три гола, (2004–2006);
- За сениорску репрезентацију Данске је одиграо 75 утакмица и постигао 12 голoва, (2005–2016)

За репрезентацију Данске је дебитовао 2. јуна 2005. на пријатељској утакмици против Финске, коју је Данска добила са 1:0. Следећи меч репрезентације је преседео на клупи, да би у победи над Енглеском од 4:1, 17. августа 2005. одиграо свих 90 минута. 

### Голови за репрезентацију
| #  | Датум              | Место              | Противник | Гол | Резултат | Такмичење                                 |
| -- | ------------------ | ------------------ | --------- | --- | -------- | ----------------------------------------- |
| 1. | 7. септембар 2005. | Копенхаген, Данска | Грузија   | 3:1 | 6:1      | Квалификације за Светско првенство 2006.  |
| 2. | 2. јун 2007.       | Копенхаген, Данска | Шведска   | 1:3 | прекид   | Квалификације за Европско првенство 2008. |
| 3. | 11. октобар 2008.  | Копенхаген, Данска | Малта     | 2:0 | 3:0      | Квалификације за Светско првенство 2010.  |
| 4. | 2. септембар 2011. | Копенхаген, Данска | Енглеска  | 1:0 | 1:2      | Пријатељска утакмица                      |

## Успеси
Брондби
- Суперлига Данске (1): 2004/05.
- Куп Данске (1): 2004/05.

Ливерпул
- Лига куп (1): 2011/12.
- Комјунити шилд (1): 2006/07.

Индивидуални
- Дански фудбалер године (2): 2007, 2012.
- Гол месеца у Премијер лиги (1): август 2006.